# 大阪教育大学附属池田中学校
大阪教育大学附属池田中学校（おおさかきょういくだいがくふぞくいけだちゅうがっこう 英: Ikeda Junior High School Attached to Osaka Kyoiku University）は、大阪府池田市に所在する国立中学校。略称は附中、通称は附属、大教大附属、池附（いけふ）。

## 概要
学校教育法に定められた中学校として前期中等教育を行うとともに、大阪教育大学の附属学校として、教育の理論や実践に関する研究もおこなう。
同じ校地内に大阪教育大学附属高等学校池田校舎が所在するが、併設型の中高一貫教育校ではなく、附属高等学校池田校舎においては、附属池田中学校の生徒について入学者の選抜（連絡進学選考）は実施される。附属天王寺中学校とは違い、第3学年の希望者の内、学年の約4分の3を上限に連絡進学が可能。
大阪教育大学は、2001年6月に発生した大阪教育大学附属池田小学校児童殺傷事件を契機に、「学校災害による兄弟姉妹が死亡した生徒の発達過程と支援のあり方」について研究チームを作って研究をおこなっている。その一環として、学校の教育活動中に発生した事件・事故や、通学中の事故で兄弟姉妹を亡くした経験を持つ生徒の発達過程を研究調査するため、そうした経験を持つ生徒への特別枠選考もおこなっている。
2015年には、日本セーフティプロモーションスクール協議会より、学校安全教育の推進に取り組む「セーフティプロモーションスクール（Safety Promotion School 、SPS）」の認証を受けている。
2015年に国際バカロレア (International Baccalaureate, IB) 中等教育プログラム (MYP) を行うIBワールドスクールの「候補校」となり、その後校内での研究や教育実践活動を経て、その後2020年1月に国際バカロレアの中等教育プログラム認定校となった。

## 沿革

### 略歴
1947年の学制改革により、大阪第二師範学校男子部附属中学校として設置された。1947年度1年生については大阪第二師範男子部附属国民学校（現在の大阪教育大学附属池田小学校）出身者を主に受け入れ、また2年生については旧制大阪府海外商業学校より編入した。
創立当初は､池田市城山にあった大阪府海外商業学校の校舎を大阪府から借用して転用する形になった。その後1957年に現在地に移転している。現在地は陸軍砲兵廠池田分工場の跡地に当たる。

### 年表
- 1947年4月15日 - 大阪第二師範学校男子部附属中学校として創立。池田市城山町1002番地、旧制大阪府海外商業学校校舎を転用[1]。
- 1949年 - 大阪学芸大学大阪第二師範学校池田附属中学校と称する。
- 1951年 - 大阪学芸大学附属池田中学校と称する。
- 1957年　- 現在地に移転[1]。
- 1967年 - 大阪教育大学附属池田中学校に改称
- 1972年 - 大阪教育大学教育学部附属池田中学校に改称
- 2004年 - 大阪教育大学附属池田中学校に改称
- 2014年 - 世界保健機関 (WHO) 推進のインターナショナルセーフスクール (ISS) に認証（日本の中学校で初）
- 2015年 - 国際バカロレア (IB) 中等教育課程 (MYP) のIBワールドスクールの候補校となる[6]。
- 2015年3月6日 - セーフティプロモーションスクールの認定を受ける[4]。
- 2020年1月 - IBの認定校となる[6]。

## 基礎データ

### 所在地
- 大阪府池田市緑丘1丁目5番1号

### 象徴

#### 校名
校名については、母体となった大阪第二師範学校が学制改革に伴って1949年入学生より学年進行で新制大阪学芸大学（池田分校）へ改編されたことにより、大阪学芸大学大阪第二師範学校池田附属中学校（1949年改称）、大阪学芸大学附属池田中学校（1951年改称）となっている。
1967年には大学の改称により、大阪教育大学附属池田中学校となった。また1972年には大阪教育大学教育学部附属池田中学校に改称している。さらに2004年には、国立大学独立行政法人化に伴って大阪教育大学附属池田中学校となった。

#### 校歌
校歌は作詞者不明。小部卯八作曲。池田師範学校校歌（1918年制定）をそのまま校歌としている。隣接する附属池田小学校も同じ校歌である。

## 通学区域
在学する間、以下に示す地区内に保護者と同居し、かつ 90 分以内で通学可能な者が出願できる。海外帰国生徒や在日外国籍生徒に対する国際枠選考も行う。
- 大阪府下
  - 大阪市（西淀川区・東淀川区・淀川区・此花区・福島区・中央区・都島区・旭区・北区・西区・城東区・鶴見区・東成区・大正区・港区）
  - 三島地域（茨木市・摂津市・吹田市・高槻市・島本町）
  - 豊能地域（池田市・豊中市・箕面市・能勢町・豊能町）
  - 北河内地域（守口市・門真市）
- 兵庫県下（川西市・伊丹市・尼崎市・宝塚市・西宮市・芦屋市・猪名川町）

## 交通
- 阪急宝塚線 池田駅 東へ約1.3km
- 阪急バス 附属池田小学校前 徒歩3分

## 関係者

### 出身者

#### 政治
- 梅村聡 - 参議院議員[8]
- 中馬弘毅 - 元衆議院議員
- 原田憲治 - 元衆議院議員

### 司法
- 中村慎 - 最高裁判所判事

#### 経済
- 安藤宏基 - 日清食品ホールディングス代表取締役社長・CEO
- 沖中進 - 朝日放送グループホールディングス (ABC) 社長
- 日下部大次郎 - 卓球TリーグのTマーケティング代表取締役社長
- 鈴木篤 - エイチ・ツー・オーリテイリング社長
- 小林公一 - 宝塚音楽学校校長。宝塚歌劇団理事（元理事長）。阪急阪神ホールディングス元取締役
- 竹増貞信 - ローソン代表取締役社長
- 鳥井信宏 - サントリーホールディングス代表取締役副社長
- 西川りゅうじん - マーケティングコンサルタント
- 藤洋作 - 関西電力元代表取締役社長。電気事業連合会元会長
- 前田仁 - キリンビバレッジ元社長。全国清涼飲料連合会元会長

#### 学術
- 飯野正子 - 津田塾大学元学長、名誉教授
- 吉田謙二 - 池坊短期大学元学長兼池坊学園理事長。同志社大学大学院元文学研究科長
- 小倉千加子 - 心理学者、作家。愛知淑徳大学元教授
- 小長谷有紀 - 国立民族学博物館教授、総合研究大学院大学地域文化学専攻長
- 代谷誠治 - 京都大学名誉教授
- 高橋政代 - 元理化学研究所
- 野崎京子 - 東京大学大学院工学系研究科教授
- 福嶌教偉 - 国立循環器病研究センター移植医療部長。大阪大学医学部附属病院元教授
- 松田美佐 - 中央大学文学部教授
- 野原明 - 文化女子大学元教授。元NHK解説委員
- 山家京子 - 神奈川大学工学部建築学科教授

#### 文学
- 我孫子武丸 - 推理作家
- 竹内睦泰 - 作家。代々木ゼミナール元日本史講師

#### 芸能・ジャーナリズム
- 池辺愛 - タレント、ラジオパーソナリティー
- 伊藤美裕 - 歌手。
- 大谷邦郎 - 毎日放送 (MBS) 元報道部長
- 小浜維人 - 元NHK解説委員長
- 上沼真平 - メディアプルポ元代表取締役会長、関西テレビ元プロデューサー
- 小林祥子 - TBSテレビプロデューサー
- 新堂裕彦 - 毎日放送テレビプロデューサー
- 関根友実 - フリーアナウンサー、臨床心理士[9]
- 林家竹丸 - 落語家。元NHK記者
- 末広まきこ - タレント、画家、実業家、元参議院議員[10]

#### 芸術
- 新宮晋 - 造形作家、彫刻家
- 松田昌 - 電子オルガン・鍵盤ハーモニカ奏者。作曲家、編曲家